# Tapogatósholyva-formák
A tapogatósholyva-formák (Euaesthetinae) a rovarok (Insecta) osztályában  a holyvafélék (Staphylinidae) családjának alcsaládja.

## Elterjedésük
Főként az északi féltekén fordulnak elő. Legtöbb leírt fajuk a mérsékelt övben él. Magyarországon 5 fajuk található meg.

## Jellemzőik
Apró (2 mm), domború testű bogarak. Állkapcsi tapogatóik feltűnően jól fejlettek, hosszuk sokszor akkora, mint a csáp fele.  A csápjuk utolsó 2-3 íze jól elkülönült bunkót képez. Összetett szemeik fejlettek, a fejtetőn nincsenek pontszemeik. Előtoruk szív alakú, a közepén gyakran hosszanti barázda húzódik. Lábfejeik 3, 4, vagy 5 ízűek.

## Rendszerezés
Mintegy 850 fajukat 30 nembe sorolják.
Közép-Európában a következő nemek képviselői találhatóak meg:
Edaphus (Motschulsky, 1857)
Euaesthetus (Gravenhorst, 1800)

## Életmódjuk
Talajban, sokszor mélyen a talaj felszíne alatt élnek, ragadozó életmódot folytatnak. Főként ugróvillásokkal és atkákkal táplálkoznak.

## Magyarországon előforduló fajok
- Ráncos tapogatósholyva (Euaesthetus bipunctatus) (Ljungh, 1804)
- Rozsdaszínű tapogatósholyva (Euaesthetus laeviusculus) (Mannerheim, 1844)
- Vörhenyes tapogatósholyva (Euaesthetus ruficapillus) (Lacordaire, 1835)
- Aprócska tapogatósholyva (Euaesthetus superlatus) (Peyerimhoff, 1937)
- Edaphus beszedesi (Reitter, 1913)

## Fordítás
- Ez a szócikk részben vagy egészben  az   Euaesthetinae című orosz Wikipédia-szócikk ezen változatának fordításán alapul.  Az eredeti cikk szerkesztőit annak laptörténete sorolja fel. Ez a jelzés csupán a megfogalmazás eredetét és a szerzői jogokat jelzi, nem szolgál a cikkben szereplő információk forrásmegjelöléseként.